# Bossico
Bossico [ˈbɔsːiko] (Bödech [ˈbødɛk] in dialetto bergamasco) è un comune italiano di 963 abitanti della provincia di Bergamo in Lombardia.

## Geografia fisica

### Territorio
Bossico è situato su un altopiano che domina la Val Borlezza, l'alta Val Cavallina ed il Lago d'Iseo con la Val Camonica.
Il territorio dell'altopiano si estende da 860 m s.l.m. fino alla cima del Monte Colombina, alta 1459 m s.l.m.
La sua posizione offre una vista panoramica sulle zone circostanti, circostanza che ha permesso al paese di avere una spiccata propensione per il turismo.
Sul territorio di Bossico sono presenti ricchi esempi di fenomeni carsici, fra cui doline, selle moreniche e massi erratici. Una importante sella morenica presente sull'altipiano è la Costa di Grom (Costa dei sassi), che si estende a monte rispetto all'abitato.
Geologicamente l'altopiano di Bossico è formato in massima parte da una roccia biancastra compatta detta Dolomia Principale.

## Origini del nome
La prima attestazione del toponimo del luogo risale al 1562, quando, in un documento è indicata la località di Busecco.

Sull'origine di Bossico vi sono diverse teorie:
- Secondo alcuni autori deriverebbe da buxus, il bosso, pianta molto diffusa nella località
- Secondo altri deriverebbe da Buccus, nome di una famiglia romana del posto
- Altra teoria fa derivare il toponimo dal termine latino Bos-bovis, bue, animale centrale nell'economia agricola del luogo
- Secondo lo studioso Alessandro Sina il termine dialettale Bösec denota una depressione del terreno posta su un'altura. Effettivamente, Bossico presenta molte doline e altri fenomeni carsici

## Storia

### Antichità
Sull’altipiano sono state ritrovate quattro rocce recanti incisioni rupestri raffiguranti delle coppelle, risalenti al periodo preistorico. Esse sostengono la tesi molto diffusa tra gli studiosi che i popoli del fondovalle, fra cui gli antichi Camuni, in caso di inondazioni o di attacchi da parte di altri popoli, si rifugiassero sulle zone antistanti poste più a monte, tra cui l'altipiano di Bossico.
Il ritrovamento di alcune monete romane nel XIX secolo, inoltre, testimonia la presenza di una dominazione romana.

### Medioevo
Nel Medioevo il vescovo di Brescia fece costruire un castello a ridosso dell’abitato.

### Età moderna
Il paese fu fortemente colpito dalla famosa peste del 1630.

### Simboli
Lo stemma e il gonfalone del comune di Bossico sono stati concessi con decreto del presidente della Repubblica del 30 ottobre 2008.
Il gonfalone è un drappo di bianco.

## Monumenti e luoghi d'interesse

### Architetture religiose

#### Chiesa parrocchiale
La chiesa parrocchiale, dedicata ai santi patroni Pietro e Paolo, fu edificata nel 1672 sulla base di un precedente edificio di culto in stile rinascimentale ed ampliata successivamente, conserva alcuni affreschi tra cui spicca quello dedicato alla Madonna della rondine.
Risaltano le colonne ed il portale costruito in arenaria, ma anche i numerosi intarsi marmorei.
Tra le opere lignee sono da annoverare la bella statua della Madonna del rosario di Andrea Fantoni del 1705: portata tradizionalmente in processione la prima domenica di ottobre; e il secentesco busto del Cristo morto portato in processione il venerdi santo. Di minor pregio artistico, ma sicuramente di interesse popolare sono le statue di Santa Eurosia martire e di San Luigi Gonzaga portate anch'esse in processione.
Il concerto campanario è costituito da 5 bronzi il mi bemolle calante fuso nel 1912 dalla ditta Pruneri e reintegrato nel 1949 delle due campane maggiori da Colbachini.
L'organo è un prezioso Manzoni del 1876, con alcuni suoni dell'originale Bossi, recentemente restaurato. Posto in cassa lignea settecentesca di opera fantoniana; comprende in se parti settecentesche, le canne sono 1099 e il suono è tipico dell'organo italiano di fine ottocento.

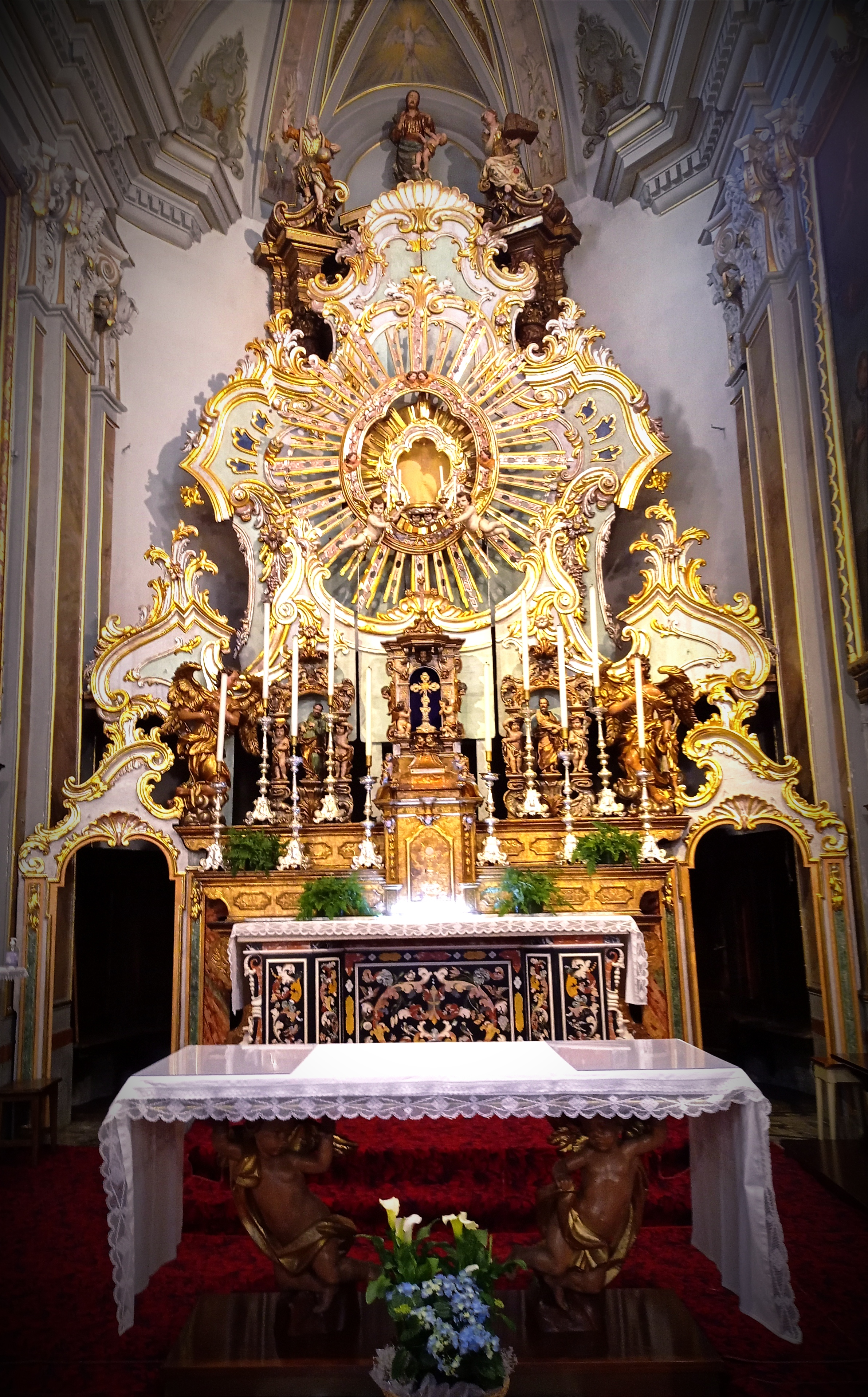
Macchina/apparato del Triduo

Tra le opere di maggior pregio risalta l'apparato effimero del triduo: si tratta di una costruzione in legno che viene montata dietro l'altare maggiore, è costituita da due raggere contornate da un cielo dorato e azzurro, particolare unicità della macchina sono gli angioletti posti al centro che, mediante un argano, salgono e scendono sull'altare con lo scopo di innalzare l'ostensorio con il Santissimo Sacramento. Si accompagnano quattro candelieri in legno dipinto che venivano posti accanto al catafalco coperto dal panno funebre. La macchina è del 1783 e viene montata e utilizzata in occasione di tre giorni di predicazione per i defunti nella prima settimana di quaresima.
La parrocchia di Bossico, da secoli appartenente alla diocesi di Brescia, nel giugno 2024 è stata trasferita alla diocesi di Bergamo.

#### Chiesa di San Rocco
La chiesa di San Rocco, risalente al 1500 conserva nelle sue mura color pastello la devozione dei bossichesi al santo protettore della peste. Di pregio è la pala d'altare firmata Jacopus Colombo del 1778 raffigurante San Rocco, San Gaetano Thiene, San Benedetto e la Madonna assisa.

### Architetture civili

#### Asilo infantile Lavinia Storti
Edificio storico risalente al 1915: con i suoi colori e il suo stile liberty troneggia sulla piazza San Pietro e ne completa la cornice con la chiesa e con il palazzo municipale.

#### Ville ottocentesche
Bossico, per la felice posizione panoramica sul lago d’Iseo, diviene nel secondo Ottocento una località di villeggiatura apprezzata dall’alta borghesia della zona. Dislocate sull’altopiano possiamo ammirare una serie di ville storiche che portano il nome dei Sette Colli di Roma: Aventino, Campidoglio, Celio, Esquilino, Palatino, Quirinale, Viminale oltre a nomi di luoghi ed eventi che fanno riferimento alla capitale e nomi dei luoghi topici garibaldini: Vaticano, Gianicolo, Pincio, Caprera, Glori, Quattro Venti. Le ville sono state fatte costruire principalmente da esponenti della borghesia imprenditoriale dell’area sebina, che decisero di chiamare le loro proprietà con nomi romani o risorgimentali, in conseguenza dei propri ideali politici e patriottici, a favore dell’Unità d’Italia con Roma capitale e sostenitori dei maggiori esponenti del Risorgimento democratico e Repubblicano: Giuseppe Garibaldi e Giuseppe Mazzini. Queste ville sono dislocate tutte nell’area Est del paese e, alcune di esse, giacciono sul territorio del Comune di Lovere, in particolare nella località denominata Monte di Lovere.
Il percorso contrassegnato da pannelli informativi si snoda dalla piazza San Pietro proseguendo lungo via Papa Giovanni XXIII e lungo la Via Sette Colli fino al Parcheggio denominato P1 in Loc. Volpi.

## Società

### Evoluzione demografica
Abitanti censiti

## Cultura

### Meeting del boscaiolo
Il paese a fine anni 80 ed inizio anni 90 si è reso noto in tutta la Lombardia grazie allo svolgimento del meeting della montagna, la cui manifestazione principale è stata per numerose edizioni il pentathlon del boscaiolo (manifestazione riservata ai boscaioli, che si sfidavano in 5 prove di abilità che simulavano il lavoro del taglia legna).

#### Colombina Trail Running
La colombina trail running è una corsa podistica di 8 km, non competitiva, in montagna e per il 90% in salita che si svolge nel mese di agosto.
Parte dagli 860 metri fino ad arrivare a 1459 e si snoda attraverso spettacolari panorami mozzafiato, il tutto immerso nelle splendide abetaie che fanno da contorno al nostro territorio.

#### Festa del pane
La festa del pane di patate si svolge ogni prima domenica di agosto con l'apertura dei cortili del centro storico e l'accensione dei vecchi forni a legna, per la rievocazione della tradizione del pane “fatto in casa”. A Bossico un tempo quasi tutte le famiglie facevano il pane in casa. La maggior parte delle case aveva, in cortile, un forno a legna, e chi non l’aveva andava a chiedere ospitalità al vicino o a un parente, in cambio di qualche pagnotta. A Bossico si faceva il pane, secondo una specifica ricetta tradizionale, una volta alla settimana e solitamente il sabato.
Il pane di patate è frutto di una ricetta antica tramandata dagli antenati fino ai giorni nostri: farina, acqua, lievito, sale e patate bollite. Girando per le vecchie contrade si sentono il profumo e la fragranza del pane appena tolto dal forno
a legna: i visitatori possono dunque osservare come viene preparato il pane, quali sono gli
ingredienti, come viene impastato, come viene infornato, conoscere quanto tempo rimane nel forno,
come viene sfornato e alla fine lo possono assaggiare e gustare insieme ad altri prodotti tipici del
paese.
Il pane di patate veniva originariamente mangiato col formaggio o col salame, col lardo o con il miele, con la marmellata, col burro e lo zucchero o intinto nel vino. Il “mineh”, pane nel latte, era il cibo quotidiano dei bambini. Questo prodotto parla del passato, degli antenati, della  cultura e dell'identità di Bossico e dei suoi abitanti.

#### Santusa de Tacoler: Festa dei Pastori
La festa si svolge ogni quarta domenica di settembre in concomitanza con Santa Eurosia patrona dei pastori. I pastori e le pecore sono protagonisti indiscussi dell'evento in cui si svolge la processione religiosa di Santa Eurosia (patrona dei pastori) e la storica asta della pecora. Inoltre si può assistere alle tosature delle pecore nel metodo antico e moderno. È presente un mercatino con vendita di formaggi locali.

#### Staela, Motela e Stael: festa dei formaggi
La festa si svolge nel weekend del primo maggio e vede protagonisti i casari di Bossico e le cascine che producono formaggio. L'evento si svolge di cascina in cascina, scoprendo il territorio dove le mucche pascolano ed è inoltre possibile "adottare" con l'occasione una mucca che permette l'acquisto del formaggio per tutto l'anno.

## Economia

### Turismo
Numerosi sono anche gli itinerari che la zona offre: sia per semplici passeggiate nelle pinete circostanti o lungo gli itinerari naturalistici segnalati, che per escursioni per i più esperti.
Sono inoltre disponibili percorsi di nordic walking certificati dalla scuola italiana di nordic walking e percorsi per Mountain bike.
La ricettività turistica è basata sulla disponibilità di alberghi e molte case vacanze.

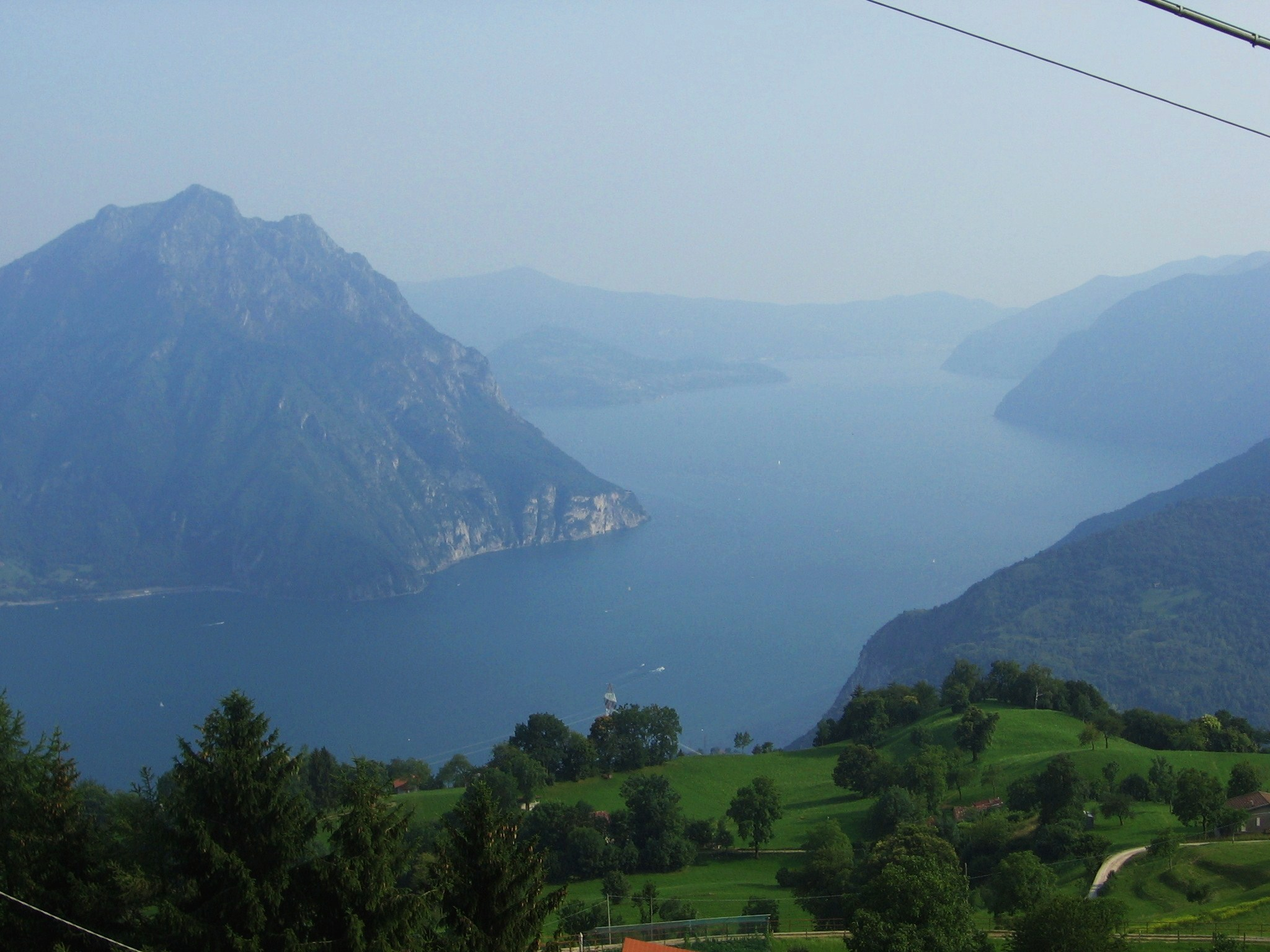
scorcio del lago d'Iseo da Bossico

Prima di questo sviluppo turistico, il paese ha sempre vissuto di agricoltura e pastorizia, come testimonia ancor oggi l'uso, da parte dei residenti, di una variante del dialetto bergamasco, denominato gaì e peculiarità dei pastori dell'arco alpino.
Sul sito della Pro Loco Bossico è possibile visionare le informazioni turistiche, la cartina dei sentieri e le notizie sull'ospitalità e sui ristorazione locali.

## Infrastrutture e trasporti

### Strade e mobilità urbana
Bossico è collegata a Sovere grazie alla strada provinciale 54, unica via d'accesso al paese accessibile a tutti i mezzi lunga circa 7 km.
Nel 2016 è stata inaugurata una strada agro-silvo-pastorale asfaltata che collega Bossico a Ceratello, frazione di Costa Volpino.
Bossico è raggiungibile percorrendo la Valle Cavallina prendendo poi la direzione per Clusone, prima dell'abitato di Lovere; oppure percorrendo la Valle Seriana e a Clusone seguendo le indicazioni per Lovere. Da Brescia percorrendo le gallerie che costeggiano la sponda bresciana del lago d'Iseo fino a Lovere e poi prendendo direzione Bergamo e subito dopo Clusone.

## Amministrazione
| Periodo        | Periodo        | Primo cittadino            | Partito                          | Carica  | Note   |
| -------------- | -------------- | -------------------------- | -------------------------------- | ------- | ------ |
| 23 aprile 1995 | 13 giugno 1999 | Marcello Angelo Barcellini | Centro                           | Sindaco | [ 13 ] |
| 13 giugno 1999 | 12 giugno 2004 | Marcello Angelo Barcellini | Lista Civica                     | Sindaco | [ 13 ] |
| 12 giugno 2004 | 7 giugno 2009  | Marinella Cocchetti        | Lista Civica                     | Sindaco | [ 14 ] |
| 7 giugno 2009  | 25 maggio 2014 | Marinella Cocchetti        | Lista civicaInsieme per Bossico  | Sindaco | [ 15 ] |
| 25 maggio 2014 | in carica      | Daria Schiavi              | Lista civica Insieme per Bossico | Sindaco | [ 16 ] |

### Gemellaggi
- Meyrié Dal 1982 Bossico è gemellato con Meyrié, paese francese del Delfinato, a 49 km da Lione.[17][18]

## Sport

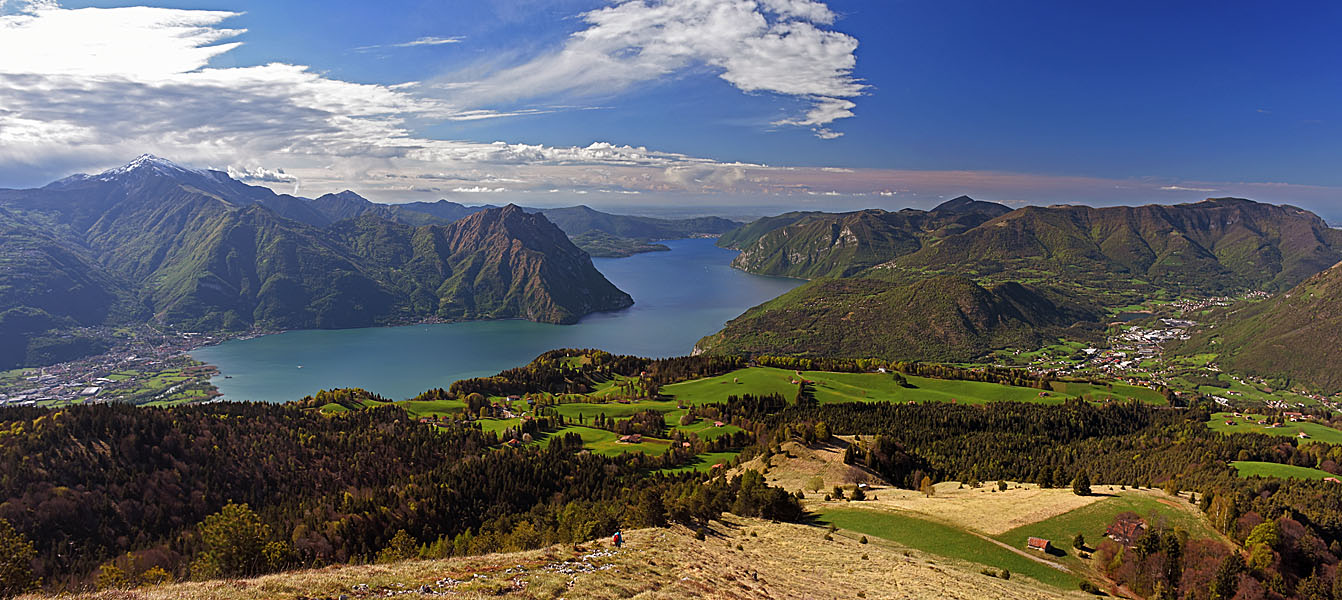
Monte Colombina southern panorama

### Mountain Bike
L’altopiano di Bossico è adatto a mountainbikers principianti ma anche a biker più esperti. Sul territorio si snodano più di 50 km di sentieri percorribili tra i quali 3 percorsi ad anello di diverse difficoltà.
I percorsi sono tracciati sulla cartina dei sentieri, disponibile presso la sede pro loco o sono scaricabili dal sito www.bossico.com, le tracce GPX per il navigatore e KML/KMZ per la visualizzazione tramite google earth ed equivalenti
In pineta i percorsi sono segnalati da frecce di colore giallo, rosso e nero con impresso un numero, la scritta MTBossico e il simbolo di una bicicletta.
Durante le pedalate è possibile fermarsi in alcune aziende agricole dislocate sull’altopiano per degustare i nostri ottimi formaggi e salumi di produzione locale.
Sono in fase di preparazione 2 circuiti per le e-bike (mtb a pedalata assistita).

### Trekking
il Park si snoda sull’altopiano di Bossico (Bg) in ambiente naturale caratterizzato da boschi, pascoli, ampie radure e panorami mozzafiato visto l’affaccio sulle valli circostanti e sul lago d’Iseo come un vero e proprio balcone naturale.
Il park è formato da un percorso ad anello facile, un secondo percorso ad anello di difficoltà media da cui, a metà percorso, stacca una variante in linea che termina davanti ad un panorama stupefacente che riempie gli occhi e il cuore ed un terzo ed ultimo percorso in linea che raggiunge l’abitato di Ceratello.
Sui percorsi sono presenti punti acqua e bacheche informative con notizie storiche, culturali e naturalistiche del territorio. Tutti i percorsi sono corredati di frecce direzionali e dal sito www.bossico.com è possibile scaricare le tracce GPS che possono guidarvi lungo il cammino.
Sul territorio si snodano più di 50 km di sentieri, tutti molto accessibili e alla portata di tutti coloro che hanno intenzione e voglia di camminare. Consigliamo di munirsi della “Cartina dei sentieri” pubblicata dalla Pro Loco, che presenta in modo molto chiaro tutti i tragitti che, nei boschi sono indicati tramite apposita segnaletica.

### Nordic Walking
A Bossico è presente un park di nordic walking certificato dalla scuola italiana di nordic walking. Il Park si snoda in ambiente naturale caratterizzato da boschi, pascoli, ampie radure e panorami mozzafiato visto l’affaccio sulle valli circostanti e sul lago d’Iseo come un vero e proprio balcone naturale, ed è formato da un percorso ad anello facile, un secondo percorso ad anello di difficoltà media da cui, a metà percorso, stacca una variante in linea che termina davanti ad un panorama stupefacente che riempie gli occhi e il cuore ed un terzo ed ultimo percorso in linea che collega Bossico all'abitato di Ceratello tramite una strada panoramica.
Sui percorsi sono presenti punti acqua e bacheche informative con notizie storiche, culturali e naturalistiche del territorio. Tutti i percorsi sono corredati di frecce direzionali e dal sito www.bossico.com è possibile scaricare le tracce GPS che possono guidarvi lungo il cammino.